# 武士沢レシーブ
『武士沢レシーブ』（ぶしざわレシーブ）は、『週刊少年ジャンプ』で1999年に連載されたうすた京介作のギャグ漫画。

## 概要
ヒーローにあこがれる武士沢、牛乳学園ヒーロー部の国本兄妹、不良グループ「鬼嶋組」をめぐる騒動から始まる。
10話以降は異形の者との対決というバトル漫画の色も出ているが、うすた京介いわく「担当に言われたわけではなくもともと自分の中でのイメージがあんな感じだった」とのこと。20話で打ち切りになってしまったために、最終話でこれまでの伏線を回収する必要があった。苦肉の策として最終話はダイジェスト、さらには年表を使って物語をなんとか完結した。最終話はうすた本人が「実力以上の奇跡」と評している。

## 登場人物

### 牛乳学園

#### さわやか戦隊☆ヒザ サポーターズ
最初はヒーロー部、スーパーヒーロー部A（Aは油という意味）という名前で活動していた。
武士沢 光沢（）
別称ヘルメット武士沢。主人公。特徴はヘルメット。常に着用しているためその下は不明だが、トリップ王子にその下を見られて鼻で笑われている。ただし、ヘルメットの下を見られる前にトリップ王子が発したハゲという言葉に過剰に反応していた。
なお、武士沢のヘルメットの中身については作中では判明していないが、Twitter上でのファンからの質問に対し「正直言うと何にも考えてなかったです」と発言している。
武士沢ブレード道路工事、交通整理などで使われる誘導棒。常に持っている。後に矢吹から炎が噴出す新しい武士沢ブレードを渡される。

武士沢アタック武士沢の必殺技の一つ。武士沢ブレードを握り、その拳で殴る（要するに素手）。新しい武士沢ブレードを使用してからは、噴出す炎の推進力で威力を増した。

武士沢ローラーグラウンドを馴らすローラーで轢いたり殴ったりするが未遂に終わる。

武士沢レシーブパンチレシーブのポーズをとった後に、パンチをする。レシーブによって大地のエナジーを身体に溜め込み、それを一気に放っているらしい。ただ実際にはレシーブを見た相手があっけに取られ、その隙にパンチを叩き込む。

武士沢夢見がちチョップスキをついてチョップをする。

武士沢不意打ちパンチ敵の不意をついたパンチ。

武士沢不意打ち全力アタック敵の不意をついた、新しい武士沢ブレードによる武士沢アタック。

武士沢全力パンチ全力で殴る。パワー腕リングによってパワーアップしていたため、巨大なゼリーをとんでもないところまではじき飛ばした。

国本 ちはる（）
ウミハルの妹でヒロイン。武士沢のことは「光沢」と呼んでいる。ちなみに部屋にはメソの目覚し時計がある。「大きな古時計」を歌っていると途中で「ドナドナ」になる癖があり、そのせいで鬼嶋に惚れられたがあっさりと振った。矢吹からスーパーヒーロー部Aのリーダーに任命される。卒業後は保育士になった。

国本 ウミハル（）
旧ヒーロー部の部長。犬耳のような変な帽子をかぶっている。戦隊ヒーローものが大好きで、中でも「はだか戦隊 ギリギリ☆セーフ」の大ファン。
ギリギリパンチ「はだか戦隊 ギリギリ☆セーフ」の必殺技。出し切る前に鬼嶋に潰される。

ピーター・ワッチメン
通称ナマ足。どんなときでも半そで半ズボン。10年前は天才少年と呼ばれており、矢吹とはその時からの縁。イメージカラーはサーモンピンク。

コマンダー矢吹（）
見た目は犬だが、その正体は10年前にヒーロー部の黄金時代を築いた顧問。「ギリギリ☆セーフ」に登場する司令「コマンダーさん」のモデル。初登場時はレンタヒーロー（セガのゲームキャラクター）らしき姿に変装していた。

ヒーロー部部員
眼鏡をかけた肥満体と痩せた生徒、小柄な生徒の3人。鬼嶋組の襲撃や武士沢の介入によりヒーロー部をやめてしまう。ちはるからはあまり期待されてしなかったらしく、鬼嶋組襲撃の際にも武士沢に助けを求めようとして殴られていた。

#### 鬼嶋組
鬼嶋 しげる（）
歌を歌うのが好きな不良。国本ちはるに惚れてフられたあとはジェームス鬼嶋に生まれ変わった。
ダンサーを志し渡米するも、結局はコンビニの店長として真面目に働くことになる。

石松（）
鬼嶋の手下。「ビジュアル系―――ッス」または「ピッチリ系―――ッス」というかなり奇妙なかけ声をする。

#### その他
イヌーピー
カサンドラ、ジェニファー、ナターシャ、マチルダ、ルーシーの計5匹。いずれも人工生命体らしい。
いずれもスヌーピーに似た外観をしているが、カサンドラだけあからさまに違う。紹介ページにおいて「カサンドラは本編には登場してません（たぶん）」という記述があったが、実は一コマだけそれらしきキャラクターが小さく描かれている。

ゆう子（）
女子バレー部のキャプテン。ちはるとは中学が一緒だった。

 怪人☆ストーブ西山（）
トリップ王子に操られていた一般生徒。本名は西山。

### 黄金戦隊ンナ〜ェンジャー
ケンジ
10年前に牛学ヒーロー部の黄金時代を築いたOBの一人。
ツンツン髪の無職。革ジャンを腕まくりして着ていたり、日常の行動からオーバーアクションだったりと、昔風の特撮ヒーローをギャグマンガにおいて記号化したようなキャラクター。無職。

ショウコ
10年前に牛学ヒーロー部の黄金時代を築いたOBの一人。

大人っぽい女性。

（名前不明）
10年前に牛学ヒーロー部の黄金時代を築いたOBの一人。
九州弁を話す巨漢。

（名前不明）
10年前に牛学ヒーロー部の黄金時代を築いたOBの一人。
小学生くらいの子供。

### ゼリー
ゼリーとは地中の王国に住む、地上生物を掛け合わせたような生物の総称。正体はゼリー状の物質で、倒されるとこの状態になり、しばらく経つと再生する（ただしこれは「生まれ変わる」のと同意であり、以前の記憶や人格は全て失われるようである）。基本的に不死身であり、完全に殺す方法は見つかっていない。正体を現した時点で、再生を抑制する特殊コーティングを施したパックに封印するしか手段は無い。黄金期のヒーロー部に封印されていたが、生き残りが一族を復興し、地上侵攻を企む。

#### 王族
トリップ王子
武士沢からはトリ王子あるいはトリ男と呼ばれている。それまで無敵だった武士沢を完膚無きまでに叩きのめし、力の差を見せ付けた。以降、武士沢に宿敵と目されるようになり、彼自身も武士沢をライバル視するようになる。父王を弑殺し、ゼリー国に恐怖政治を敷くも、王である父の死が原因で弱体化する。2019年には鬼嶋のコンビニ店で働いている。

トリートメント王
トリップ王子の父であり、ゼリーの王。トリップ王子に暗殺される。

#### ゼリー
カメレオ〜ン
カメレオンのように姿を消すことができる。木を持っている。語尾は「ペロン」。

秘技☆カラダ消しの術
カメレオンのように姿を隠すことができる。

カメレオーネ
カメレオ〜ンの妹。語尾は「ピョロン」。

カメレオーゼ
カメレオ〜ンの父。息子をパックされ（封印され）て家族を失う悲しみを知り、人間もゼリーが互いに憎みあうことの空しさを悟るようになった。語尾は「ポロ」。

#### ゼリー最高幹部四天王
オビボベ〜ニョさん
妖しい香りで人間の心を惑わす力を持つ。外見は巨大な蝶々に似ている。

ニシキオリ
何かというとすぐ目から酸を出す。外見はモアイのような巨大な顔に、犬のような四足歩行の胴体がついた姿。

3人目
特になし。見た目はクワガタのような姿。

4人目
特になし。見た目はコウモリとリスがくっついたような姿。

## 部活動
ヒーロー部
国本ウミハルが部長で国本ちはる他計5人で成り立っていた。ヒーロー部とは名ばかりのオタク集団。

スーパーヒーロー部A
ヒーロー部が廃部した後に武士沢、ちはる、ウミハルの3人で発足した部活。Aの意味は「油」。部室は旧プール。

女子バレー部
牛学で唯一有名な部活。牛学で一番ヒーローと呼べる部活1位（ヒーロー部は29位）。武士沢が一日だけ入部していた。

おかゆくらぶ
牛学で一番ヒーローと呼べる部活28位（ヒーロー部は29位）。独特のTシャツがトレードマーク。

## コミックス
- ジャンプ・コミックス
  1. ヘルメット武士沢 - 1999年8月9日初版発行
    - ヒーローその1 - ヒーローその8（週刊少年ジャンプ1999年18号 - 26号掲載分）収録

  2. はじめての秘密工作 - 1999年11月9日初版発行
    - ヒーローその9 - ヒーローその20（週刊少年ジャンプ1999年27号 - 40号掲載分〈30号休載〉）収録
- 集英社文庫（コミックス版） - 2007年8月15日初版発行　全1巻
  - ヒーローその1 - ヒーローその20をまとめて収録